# Enckeho dělení

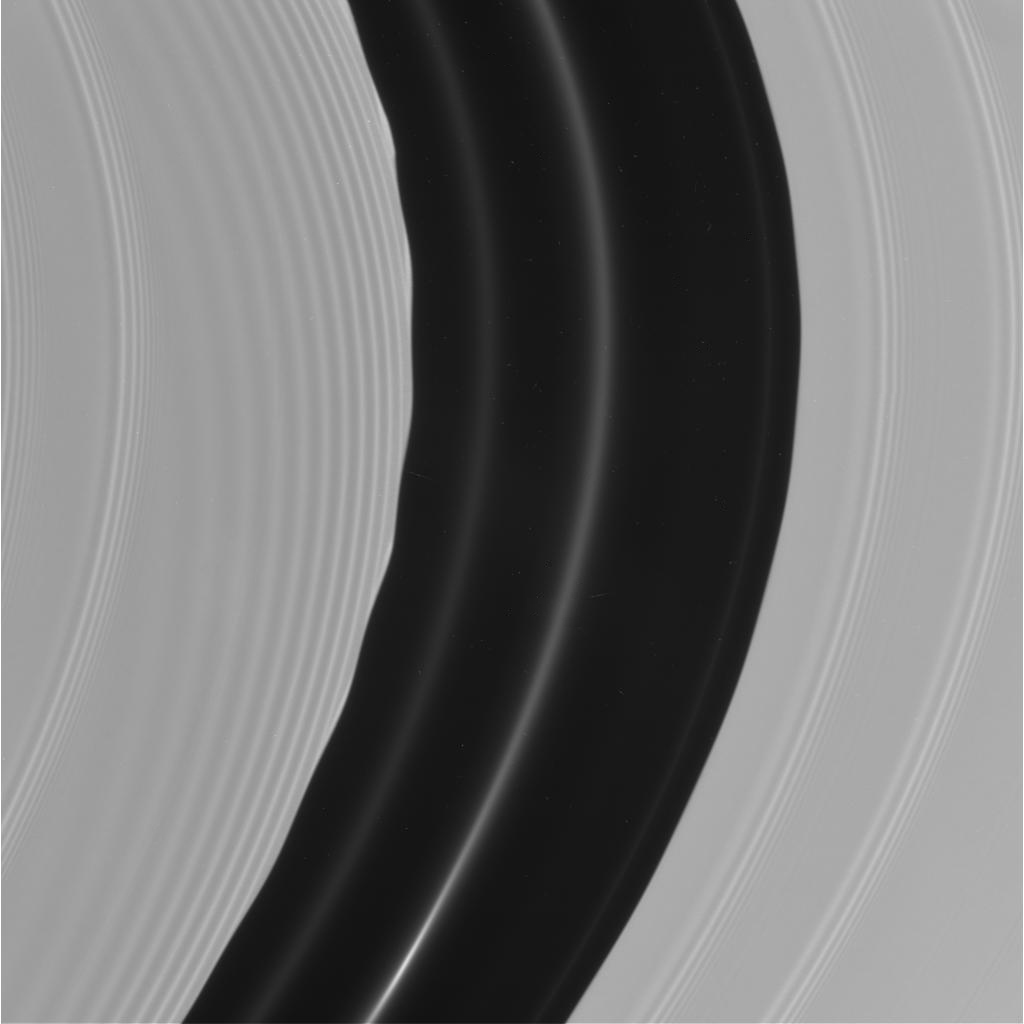
Detail na Enckeho dělení

Enckeho dělení či Enckeho mezera je mezera v prstencích Saturnu, konkrétně mezera v prstenci A. Dělení je přibližně 300 km široké a vytváří rozhraní mezi strukturami v prstencích. Oproti Cassiniho mezeře není tak výrazné.
Enckeho dělení nejspíše vzniklo jako výsledek opakovaného průchodu malého měsíce Pan skrz prstenec A, což nakonec vedlo k vyčištění části prstence o většinu materiálu. Dělení bylo pojmenováno po německém astronomovi Johannu Franzi Enckem.

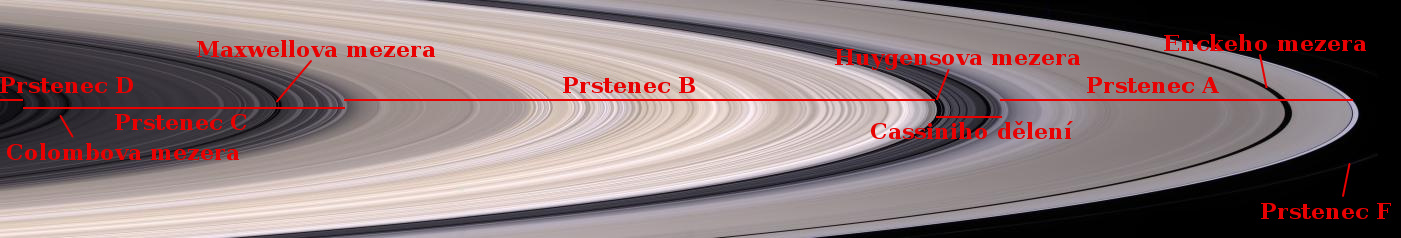
Panoramatický pohled na prstence Saturnu. Širší, šedý prstenec je prstenec A. Z vnitřní strany ho vymezuje největší mezera mezi Saturnovými prstenci, Cassiniho dělení. Za ní se nachází široký prstenec B, následuje tenčí a tmavší prstenec C a nejvnitřnější je prstenec D.